# Cyril Genik

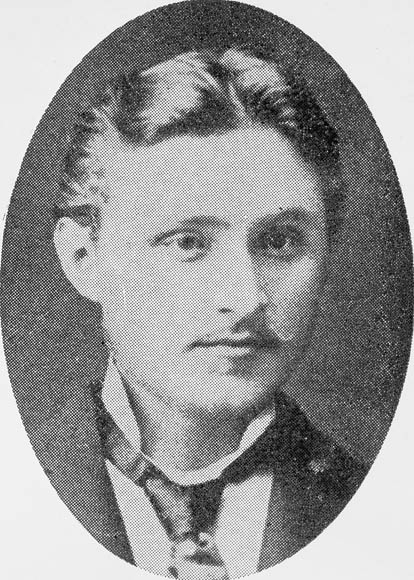
Cyril Genik (1857-1925)

Cyril Genik (1857 – 12 de fevereiro de 1925) foi um agente da Imigração Ucraniana- Canadiana.

## Biografia
Nascido em 1857 em Bereziv Nyzhnii, Galicia, filho de Ivan Genik, Presidente da Câmara da cidade, e Ana Pertsovych. Iniciou seus estudos em Kolomyja, antes de se mudar para o que é agora Ivano-Frankivsk para completar a sua formação como professor. Terminou seus estudos e obteve seu diploma de Bacharelato em Lviv, antes de ser nomeado professor em 1879 no Condado de Nadvirna. Em 1882, regressou à sua cidade natal e fundou uma escola. Durante a década de 1880, ele fundou uma empresa de serraria, bem como uma cooperativa de produtores. Em 1890 foi eleito para o conselho municipal da cidade de Kolomyja, a cidade onde iniciou os seus estudos.
Genik conheceu Joseph Oleskiw, um homem que estava incentivando a emigração dos ucranianos para o Canadá, que pediu para acompanhar e dirigir seu segundo contingente de Ucranianos na sua viagem para o Canadá e ajudá-los a estabelecer. Genik, e a família e de sua esposa, juntamente com quatro filhos, se juntaram a um grupo de 64 ucranianos que chegaram na cidade de Quebeque em 22 de junho de 1896. Genik dirigiu o seu contingente primeiramente para Winnipeg e, em seguida para um povoado, que mais tarde seria Stuartburn , na Província de Manitoba, que agora é considerada como a primeira comunidade ucraniano-canadiana no oeste do Canadá. Em agosto, Genik apresentou requerimento para obter uma herdade em Stuartburn, mas rapidamente mudou de ideia e mudou-se para Winnipeg.
Neste mesmo mês, Oleskiw indicou Genik ao Departamento Canadiano do Interior  como agente de imigração. Em setembro, Genik tornou-se um trabalhador eventual do departamento como interprete e tradutor. Na sua função como agente de imigração, Genik conheceu novos imigrantes ucraniano-canadianos na cidade de Quebeque, encorajou-os a falar Inglês e de abandonar seus costumes e tradições, e actuou como consultor, sempre que fosse necessário.
Seu trabalho aumentou com o alargamento da emigração ucraniana para o Canadá, e em 1898 tornou-se a tempo inteiro trabalhador assalariado do governo, tornando-se assim o primeiro ucraniano a trabalhar a tempo inteiro como oficial do governo canadiano.
Em 1899, Genik estabeleceu em sua casa a sala de leitura Taras Shevchenko, e em 1903, criou o primeiro jornal em língua ucraniana no Canadá, o “Kanadyiskyi Farmer” (O Agricultor canadiano). Embora não fosse religioso, Genik acredita que deveria existir denominação cristã independente da religião Ortodoxa Grega e padrões ortodoxos russos, e em 1903-1904 fundou a Igreja Grega Independente  em colaboração com os ministros da Igreja Presbiteriana de Winnipeg.
Em 1911, após as eleições gerais daquele ano, onde perdeu para o Partido Liberal (que apoiou Genik) Genik perdeu o emprego, e sua vida na esfera pública foi terminou. Viveu por um tempo nos Estados Unidos, voltando a Winnipeg, aonde faleceu no dia 12 de fevereiro de 1925.
Na altura da sua morte, Genik era tão conhecido na comunidade ucraniano-canadiana que ficou conhecido como o "Czar do Canadá."